# لیگ دسته یک والیبال مردان ایران
قهرمانی باشگاه‌های دسته یک یا لیگ ۱ پس از سوپر لیگ والیبال ایران لیگ رده دوم والیبال در کشور ایران است. در سال ۱۳۶۹ اولین دوره مسابقات دسته‌یک والیبال ایران برگزار شد. به علت انقلاب ۱۳۵۷ و جنگ ایران و عراق، لیگ برتر والیبال ایران و جام پاسارگاد به مدت ۱۲ سال برگزار نشد تا در سال ۱۳۶۹ چهارمین دوره این رقابت‌ها با حضور ۱۰ تیم به صورت دوره‌ای برگزار شد. قهرمان و نایب قهرمان این رقابت‌ها سهمیه حضور در لیگ برتر را به دست خواهد آورد.

## تیم‌های لیگ بیست و نهم
- شهرداری جوان ارومیه
- مس رفسنجان
- سروقامتان همدان
- مقاومت بسیج
- ملوان تهران
- فولاد خراسان
- اشتادسازه
- هوادار تهران
- تخت جمشید مرودشت فارس
- سامسونگ قائم‌شهر
- عقاب ملل اردبیل
- پاس گرگان
- صنایع اردکان
- ایرانشید چالوس
- خوش سیما آمل
- رعد پدافند قم
- اسپرت هوشیار تبریز
- زنده‌یاد باقرزاده